# René Despang
René Despang (* 10. Februar 1972 in Dresden) ist ein ehemaliger deutscher Politiker (NPD). 2006 bis 2009 war er Abgeordneter des Sächsischen Landtages für die Nationaldemokratische Partei Deutschlands (NPD). 

## Leben
Despang durchlief eine landwirtschaftliche Ausbildung und war bis zur Wende 1989/90 in der Landwirtschaft tätig. Nach Ableistung des Zivildienstes erhielt er im Rahmen einer Umschulungsmaßnahme eine Ausbildung als Maler.
Despang ist seit Beginn der 1990er Jahre in rechtsextremen Organisationen in Dresden tätig. Er nahm an Demonstrationen der NPD, der Freien Kameradschaften und der Jungen Landsmannschaft Ostpreußen teil, 1996 trat er schließlich der NPD bei. Bei den Montagsdemonstrationen gegen Sozialabbau in Dresden führte er regelmäßig eine Gruppe von 10 bis 20 jungen Neonazis an, die sich mit eigenen Transparenten an den Kundgebungen beteiligten.
Despang war bis Ende 2006 NPD-Kreisvorsitzender in Dresden und Beisitzer im „Nationalen Bündnis Dresden“. Im Frühjahr 2004 kandidierte er erfolglos auf der Liste des „Nationalen Bündnis Dresden“ für den Stadtrat. Nach den sächsischen Landtagswahlen 2004 wurde er Sachbearbeiter in der NPD-Fraktion. Für den am 30. August 2006 bei einem Autounfall verstorbenen Uwe Leichsenring rückte er als NPD-Abgeordneter in den Landtag nach. Bei der Landtagswahl in Sachsen im Herbst 2009 verpasste er auf Listenplatz 13 den Wiedereinzug in den Landtag.
Despang war von März 1996 bis 25. Januar 2018 Mitglied der NPD.
Despang betätigte sich 2015 als Rädelsführer der „Freien Kameradschaft Dresden“ bei rechtsextremen Blockaden vor einem Hotel in Laubegast. Über drei Tage blockierten hier Despang und Gesinnungsgenossen ein ehemaliges Hotel, das eine Flüchtlingsunterkunft werden sollte.